# Jonathan Villagra
Jonathan Gabriel Villagra Bustamante (* 28. März 2001 in Quilicura, Santiago) ist ein chilenischer Fußballspieler. Der Abwehrspieler gewann 2023 mit der U-23-Nationalmannschaft die Silbermedaille bei den Panamerikanischen Spielen.

## Karriere

### Verein
Jonathan Villagra begann im Alter von acht Jahren beim CD Cobreloa als offensiver Mittelfeldspieler. Nach seinem Wechsel in die Jugend von Unión Española 2016 wurde er zum Innenverteidiger umgeschult. Im Februar 2021 gab Villagra sein Profidebüt bei den Hispanos. Im August wechselte er zu Ligakonkurrent CSD Colo-Colo auf Leihbasis für ein Jahr mit anschließender Kaufoption.

### Nationalmannschaft
Jonathan Villagra wurde 2023 in den Kader der U-23 für die Panamerikanische Spiele in Santiago berufen. Das Team gewann die Silbermedaille beim Turnier.

## Erfolge
Chile U23
- Silbermedaille bei den Panamerikanischen Spielen: 2023